# Alamal SC Atbara
L'Alamal SC Atbara (àrab: الأمل عطبره, al-Amal ʿAṭbara) és un club de futbol sudanès de la ciutat d'Atbara.

## Palmarès
- Lliga d'Atbara
  - 2001, 2002